# TBS水曜10時枠の連続ドラマ
TBS水曜10時枠の連続ドラマは、1974年10月～1984年9月、および2001年4月～2004年3月にかけて、TBS系列で毎週水曜日の22:00～22:54（1982年9月までは22:00-22:55）に放送されていたテレビドラマの枠である。制作は1975年4月～1984年9月が準キー局の毎日放送（MBS）で、1974年10月～1975年3月と2001年4月～2004年3月がTBSテレビ（TBS）。

## 概要
1973年10月、当時の水曜劇場（『時間ですよ』などのシリーズが放送されていた）が放送時間を30分繰り上げて21時からのスタートとしたため、火曜日に放送されていた30分ドラマシリーズ『木下恵介アワー』がこの時間帯に移動、その1年後に22:30のトーク番組『仁鶴・きよしのただいま恋愛中』（朝日放送制作）が関西ローカルに降格されたのに伴いこの枠が誕生した。放送開始から半年間はTBS制作枠だったが、1975年3月31日の東阪ネットチェンジ（腸捻転解消）により、それまでNET（現：テレビ朝日）火曜22時枠で放送された『テレビスター劇場』を引き継ぐ形でMBS制作枠に変更された。1984年9月に放送終了後、17年後の2001年4月にTBS制作枠（TBS制作の連続ドラマ枠としては26年ぶり、腸捻転解消後は初）として復活したが、3年後の2004年3月に廃枠となった。
その後、『水曜プレミア』（第1期、2004年4月～2005年9月）を経て、2005年10月から21年ぶりに再びMBS制作枠（但し、ドラマ枠ではなくバラエティ枠）を経て、2012年4月より映画枠復活で『水曜プレミアシネマ』→『水曜プレミア』（第2期）となり、2014年4月23日からはTBS制作のバラエティ番組『水曜日のダウンタウン』となって現在に至る。

## 作品リスト

### 第1期（1974年～1984年）
1974年
- 華やかな荒野（10月～1975年3月）出演：古谷一行、中野良子、篠田三郎

1975年
※これよりMBS制作
- 青銅の花びら（4月～6月）出演：小川真由美、田村正和、関根恵子
- 放浪家族（7月～12月）出演：芦田伸介、香山美子、平幹二朗

1976年
- 禁じられた美徳（1月～3月）出演：岩下志麻、田村正和、池部良
- 青春の門（4月～9月）出演：小川真由美、北大路欣也、中村敦夫
- 愛と憎しみの宴（10月～1977年3月）出演：二谷英明、新珠三千代、丹波哲郎

1977年
- 天北原野（4月～8月）出演：北大路欣也、山本陽子、松坂慶子
- 分水嶺（9月～11月）出演：香山美子、近藤正臣、梶芽衣子

1978年
- 青春の門（2）（1977年12月～1978年5月）出演：江藤潤、中村敦夫、松坂慶子
- 幸福の断章（6月～9月）出演：平幹二朗、山本陽子、酒井和歌子
- 風をみた女（10月～1979年3月）出演：香山美子、田村正和、入川保則

1979年
- 不毛地帯（4月～10月）出演：平幹二朗、山本陽子、若山富三郎
- 旅立ちは愛か（11月～1980年2月）出演：若尾文子、田中健

1980年
- 未亡人（3月～7月）出演：佐久間良子、近藤正臣、寺田農
- さよならお竜さん（7月～9月）出演：岩下志麻、緒形拳、梅宮辰夫
- ミセスとぼくとセニョールと!〜夢飛行〜 → 春の訪問者・ミセスとぼくとセニョールと!（9月～1981年2月）出演：郷ひろみ、藤竜也、阿木燿子

1981年
- 結婚したい女（2月～3月）出演：三田佳子、中村敦夫、柳生博
- うわさの淑女（4月～6月）出演：山本陽子、津川雅彦、山村聰
- 日本悪妻に乾杯!（7月～9月）出演：中野良子、中村敦夫、泉ピン子、和田アキ子
- 秋なのにバラ色（9月～12月）出演：若尾文子、杉浦直樹、三木のり平
- 結婚したい女2（12月～1982年1月）出演：岸本加世子、中村敦夫、柳生博

1982年
- カムバック・ガール（2月～3月）出演：浅丘ルリ子、原田芳雄、山城新伍
- 人情紙風船（4月～5月）出演：渡瀬恒彦、関根恵子、芦屋雁之助
- ガラスの知恵の輪（5月～6月）出演：萩原健一、大竹しのぶ、火野正平
- 男と女のあいだには（7月～9月）出演：中村敦夫、中原理恵、和田アキ子
- はじめまして・再婚（10月～11月）出演：三田佳子、藤竜也、加賀まりこ

ここから22:00 - 22:54に変更（1分縮小）。
1983年
- ちょっと噂の女たち・黒田軟骨の女難（1982年12月～1983年2月）出演：八千草薫、伊東四朗、梅宮辰夫
- 男はたいへん（2月～3月2日）出演：芦田伸介、片平なぎさ、あおい輝彦
- 松本清張ドラマスペシャル・夜光の階段（3月9日～30日）出演：いしだあゆみ、風間杜夫、岡田茉莉子
- シリーズ・水曜の女
  - 擬装結婚（4月～6月）出演：大原麗子、藤竜也、岡田奈々
  - 赤い足音（6月～7月）出演：島田陽子、中山仁、三浦洋一
  - ひと夏の復讐（8月～9月）出演：十朱幸代、関口宏、宅麻伸
- さよならを教えて（10月～12月）出演：古谷一行、古手川祐子、小川知子

1984年
- 弦鳴りやまず（1月～3月）出演：樋口可南子、中村嘉葎雄、鹿賀丈史
- 生きて行く私（4月～6月）出演：十朱幸代、小野寺昭、高瀬春奈
- 週末だけの恋人（7月～8月）出演：泉ピン子、竜雷太、川谷拓三
- やさしい闘魚たち（9月）出演：秋吉久美子、渡瀬恒彦、紺野美沙子

### 第2期（2001年～2004年）
※再びTBS制作
2001年
- 嫁はミツボシ。（4月～6月）出演：木村佳乃、森田剛（V6）、西村雅彦、浅田美代子、上戸彩、萬田久子
- マリア（7月～9月）出演：浅野温子、岡江久美子、岸惠子、菊川怜、後藤真希（モーニング娘。）、岡田義徳、関口知宏
- ハンドク!!!（10月～12月）出演：長瀬智也（TOKIO）、内山理名、真中瞳、二宮和也（嵐）、沢村一樹、野際陽子

2002年
- プリティガール（1月～3月）出演：稲森いずみ、米倉涼子、片瀬那奈、田辺誠一、吉沢悠、渡辺いっけい、片平なぎさ、宇津井健
- First Love（4月～6月）出演：渡部篤郎、深田恭子、和久井映見、池内博之
- マイリトルシェフ（7月～9月）出演：矢田亜希子、阿部寛、上戸彩、風間杜夫、高橋惠子、市毛良枝
- やんパパ（10月～12月）出演：長瀬智也（TOKIO）、加藤あい、後藤真希、生瀬勝久、古手川祐子、北村総一朗

2003年
- 刑事☆イチロー（1月～3月）出演：加藤晴彦、菊川怜、野際陽子、津川雅彦、とよた真帆、保坂尚輝
- きみはペット（4月～6月）出演：小雪、松本潤（嵐）、田辺誠一、鈴木紗理奈、酒井若菜、渡辺いっけい、長塚京三
- ひと夏のパパへ（7月～9月）出演：上戸彩、桜井幸子、北村一輝、渡辺いっけい、小林稔侍
- 恋文 〜私たちが愛した男〜（10月～12月）出演：渡部篤郎、水野美紀、和久井映見、いしだあゆみ、寺尾聰

2004年
- それは、突然、嵐のように…（1月～3月）出演：江角マキコ、山下智久（NEWS）、柳葉敏郎、綾瀬はるか、白川由美、竜雷太

## 備考
第2期の作品群の主題歌は全てオリコンウィークリーシングルチャートでベスト20入りをして、中でも「マイリトルシェフ」のテーマ曲だった浜崎あゆみの「Voyage」は第44回日本レコード大賞を受賞した。